# WWE Elimination Chamber
WWE Elimination Chamber é um evento de luta profissional produzido pela WWE, uma promoção de wrestling profissional baseada em Connecticut. Está disponível apenas através de pay-per-view (PPV) e os serviços de transmissão ao vivo, Peacock e WWE Network. O evento foi estabelecido em 2010, substituindo o No Way Out como o PPV anual de fevereiro. O conceito do evento é que uma ou duas partidas do evento principal sejam disputadas dentro da Elimination Chamber, seja com campeonatos ou oportunidades futuras em campeonatos em jogo. O combate Elimination Chamber em si foi criado em 2002 e realizado em vários outros pay-per-views da WWE antes do estabelecimento do evento homônimo em 2010.
O evento de 2014 foi notável, pois foi o evento final da WWE a ser transmitido exclusivamente através de canais PPV tradicionais devido ao lançamento da WWE Network no dia seguinte, já que todos os eventos PPV desde então foram ao ar tanto no PPV quanto na WWE Network. No ano seguinte, o slot de fevereiro do evento foi substituído pelo Fastlane, com o Elimination Chamber de 2015 sendo realizada em maio. O evento daquele ano também viu a primeira luta Elimination Chamber de duplas. Embora o evento não tenha ocorrido em 2016, ele voltou em 2017 com um novo design. O evento também retornou ao slot PPV de fevereiro. Enquanto a luta homônima era originalmente apenas para lutadores masculinos, o evento de 2018 apresentou a primeira versão feminina de todos os tempos, bem como a primeira luta Elimination Chamber de sete homens. O evento de 2019 determinou as detentoras inaugurais do Campeonato de Duplas Femininas da WWE. O evento de 2020 foi notável, pois foi o último evento PPV da WWE realizado antes do início da pandemia do COVID-19, que fez com que todos os shows da WWE fossem realizados a portas fechadas até meados de 2021. O evento de 2020 também foi transferido para março, pois o Super ShowDown foi realizado em fevereiro, mas o evento retornou ao seu slot de fevereiro para o evento de 2021, que foi o PPV final da WWE realizado antes da versão americana da WWE Network se fundir sob Peacock naquele março. O evento de 2022 foi realizado em Jeddah, na Arábia Saudita, tornando-se assim o primeiro evento do Elimination Chamber a ocorrer fora dos Estados Unidos e em um sábado. O evento de 2023 será o primeiro Elimination Chamber a ser realizado no Canadá e o primeiro grande evento da WWE a ser realizado em Montreal em 14 anos.
Para coincidir com a extensão da marca, os eventos em 2010 e 2011 contaram com lutadores das marcas Raw e SmackDown antes que a primeira divisão da marca terminasse em agosto de 2011. Após a reintrodução da divisão da marca em meados de 2016, o evento de 2017 foi realizado exclusivamente para lutadores do SmackDown. O evento de 2018 foi então exclusivo do Raw e foi o último PPV da marca Raw da segunda divisão da marca, pois após a WrestleMania 34 daquele ano, a WWE descontinuou os pay-per-views exclusivos da marca. O evento de 2019, por sua vez, contou com lutadores das marcas Raw e SmackDown, bem como 205 Live, enquanto os eventos posteriores apresentaram apenas Raw e SmackDown.
Na Alemanha, o Elimination Chamber é conhecida por um nome diferente para evitar conotações das câmaras de gás usadas durante o Holocausto na Segunda Guerra Mundial. Em 2010, manteve o nome "No Way Out" (alemão: Kein Ausweg), que também foi usado para o evento em 2012, mas em 2011, foi chamado No Escape (alemão: Kein Entkommen), que se tornou seu nome alemão permanente em 2013.

## História
A luta Elimination Chamber foi estabelecida pela World Wrestling Entertainment (WWE) em 2002 com Triple H e Eric Bischoff apontados como os criadores da luta. Foi realizado pela primeira vez no pay-per-view (PPV) do Survivor Series daquele ano. Ao longo dos anos, a partida foi realizada em outros eventos PPV, incluindo No Way Out. Depois que as lutas da Elimination Chamber foram apresentadas nos eventos No Way Out de 2008 e 2009, a WWE realizou uma pesquisa em setembro de 2009 indicando uma possível renomeação para No Way Out. Votado pelos fãs através do site da promoção, Elimination Chamber tornou-se o nome do evento pay-per-view de fevereiro de 2010, vencendo Heavy Metal, Battle Chamber, Chamber of Conflict e o nome original No Way Out. Apesar da votação, mais tarde foi anunciado que a Elimination Chamber não seria considerada como parte da cronologia No Way Out e seria uma nova cronologia, que por sua vez se tornou o PPV anual de fevereiro. O evento inaugural da Elimination Chamber foi realizado em 21 de fevereiro de 2010, no Scottrade Center em St. Louis, Missouri. Para coincidir com a extensão da marca onde a promoção dividiu sua lista em marcas onde os lutadores se apresentam exclusivamente, os eventos de 2010 e 2011 apresentaram lutadores das marcas Raw e SmackDown. Em abril de 2011, a empresa deixou de usar seu nome completo, com "WWE" tornando-se uma sigla órfã, e em agosto, a extensão da marca terminou.
O evento de 2014, realizado em 23 de fevereiro, foi o último evento da WWE a ir ao ar exclusivamente via PPV, já que no dia seguinte, a WWE lançou seu serviço de streaming online, a WWE Network, e os eventos desde foi ao ar no PPV e na Rede. Em 2015, o evento foi inicialmente substituído em fevereiro pelo Fastlane porque muitas arenas não foram capazes de suportar fisicamente a estrutura da Câmara de Eliminação, facilitando assim a reserva do evento pay-per-view de fevereiro sem a estrutura. No entanto, o evento Elimination Chamber de 2015 foi posteriormente anunciado para ser transmitido exclusivamente na WWE Network nos Estados Unidos em 31 de maio e estava disponível no PPV internacionalmente. Embora o evento não tenha ocorrido em 2016, ele voltou em 2017 e contou com lutadores exclusivamente da marca SmackDown, após a reintrodução da divisão da marca em meados de 2016. O evento de 2017 também moveu a Câmara de Eliminação de volta ao seu horário normal de fevereiro, com Fastlane sendo realizada em março, e também introduziu um redesenho na própria estrutura da Câmara. O evento de 2018 foi então um show da marca Raw. Foi também o último PPV exclusivo do Raw da segunda divisão da marca, pois após a WrestleMania 34 daquele ano, a WWE descontinuou os pay-per-views exclusivos da marca, portanto, o evento de 2019 contou com lutadores das marcas Raw e SmackDown, bem como 205 Live, embora tenha sido o único a incluir 205 Live. O evento de 2020 foi transferido para março, já que o Super ShowDown foi realizado em fevereiro, mas a Elimination Chamber voltou ao seu slot de fevereiro em 2021.
O evento de 2020, realizado em 8 de março, seria o último pay-per-view da WWE a ser realizado pessoalmente com espectadores antes que a pandemia de COVID-19 entrasse em vigor. A partir de 13 de março, os shows e pay-per-views do Raw e SmackDown foram transferidos para o WWE Performance Center em Orlando, Flórida, e realizados a portas fechadas. Em agosto, a empresa transferiu os shows do Raw e SmackDown para uma bolha bio-segura chamada WWE ThunderDome, que foi hospedada pela primeira vez no Amway Center de Orlando. O ThunderDome foi então transferido para o Tropicana Field em St. Petersburg, Flórida, em dezembro, que também foi o local da Elimination Chamber de 2021. Em meados de julho de 2021, a WWE retomou uma programação de turnês ao vivo.
Em março de 2021, a versão americana da WWE Network tornou-se um canal premium do serviço de streaming da NBCUniversal, Peacock. Como resultado, o Elimination Chamber de 2021 foi o último pay-per-view a ir ao ar na versão americana da WWE Network antes do lançamento do canal Peacock na WWE Network. Após um breve período de transição, a versão autônoma da WWE Network nos Estados Unidos foi encerrada em 4 de abril, com eventos futuros disponíveis apenas no canal Peacock ma WWE Network e no PPV tradicional. Isso não afetou outros países, que mantêm o serviço WWE Network separado distribuído pela WWE.
No início de 2018, a WWE iniciou uma parceria multiplataforma estratégica de 10 anos com a General Sports Authority em apoio ao Saudi Vision 2030, o programa de reforma social e econômica da Arábia Saudita. O sétimo evento desta parceria foi anunciado como Elimination Chamber de 2022, agendado para sábado, 19 de fevereiro de 2022, no Jeddah Super Dome em Jeddah. Foi, por sua vez, o primeiro evento Elimination Chamber a acontecer na Arábia Saudita, o primeiro fora dos Estados Unidos, o primeiro a ser realizado em um sábado e o primeiro Elimination Chamber a ir ao ar no Peacock. Foi também o primeiro evento anual previamente estabelecido da WWE a acontecer no país.
A Elimination Chamber de 2023 está programada para acontecer no sábado, 18 de fevereiro de 2023, no Bell Centre em Montreal, Quebec, Canadá. Isso marca o primeiro evento Elimination Chamber a ser realizado no Canadá e o segundo a ser realizado fora dos Estados Unidos, após o evento do ano anterior. Isso também marca o primeiro grande evento da WWE a ser realizado em Montreal desde Breaking Point em 2009.

## Conceito
O evento Elimination Chamber gira em torno da partida Elimination Chamber, e o evento normalmente inclui uma ou duas partidas do evento principal que são disputadas dentro da estrutura, seja com campeonatos ou oportunidades futuras de campeonatos em jogo. A partida é geralmente disputada por seis participantes (ou seis duplas para uma luta Chamber de duplas), com dois iniciando a luta no ringue, enquanto os outros quatro são mantidos em uma câmara menor dentro da estrutura. No caso de uma luta de sete pessoas, que ocorreu no evento de 2018, três lutadores iniciam a luta em vez de dois. A cada cinco minutos, um dos quatro participantes (ou equipes) dentro de uma câmara interna é liberado para a partida em andamento. Isso continua até que todos os quatro sejam liberados, com a partida normalmente durando mais de vinte minutos. O objetivo da luta é eliminar todos os adversários por pinfall ou finalização, que originalmente poderia ocorrer no ringue ou no piso elevado da câmara fora do ringue, embora em 2012 isso tenha sido alterado para que todos os pinfalls e finalizações devam ocorrer no anel. Desqualificações não se aplicam no processo de eliminação. O vencedor da partida é o último participante (ou equipe) restante após todos os outros terem sido eliminados (para luta Chamber de duplas, apenas uma pessoa de uma equipe deve ser eliminada para eliminar a própria equipe).

### Lutas Elimination Chamber
De 2010 a 2012, o evento contou com duas lutas Elimination Chamber, geralmente uma para cada marca até agosto de 2011, quando terminou a extensão da marca. Em 2010, a luta Chamber do Raw foi pelo Campeonato da WWE, enquanto a luta Chamber do SmackDown foi pelo Campeonato Muindial dos Pesos Pesados. Em 2011, a luta Chamber do Raw determinou o desafiante número um pelo Campeonato da WWE na WrestleMania XXVII, enquanto a luta SmackDown Chamber foi novamente pelo Campeonato Muindial dos Pesos Pesados. Em 2012, embora a extensão da marca tivesse terminado, ainda havia duas lutas na Câmara com uma para o Campeonato da WWE e uma para o Campeonato Muindial dos Pesos Pesados, respectivamente. Em 2013, apenas uma luta na Câmara ocorreu com o vencedor recebendo uma luta pelo Campeonato Mundial de Pesos Pesados na WrestleMania 29. Após a unificação do Campeonato da WWE e Campeonato Mundial de Pesos Pesados como o Campeonato Mundial de Pesos Pesados da WWE em dezembro de 2013, o evento de 2014 teve apenas uma luta Chamber, que foi pelo campeonato unificado. Em 2015, foram duas partidas da Câmara. O primeiro contou com a primeira luta Chamberde duplas, que foi pelo Campeonato de Duplas da WWE (agora Campeonato de Duplas do Raw), enquanto a segunda luta de câmara foi pelo vago Campeonato Intercontinental.
Depois que a extensão da marca foi restabelecida em meados de 2016, o Campeonato Mundial de Pesos Pesados da WWE voltou a ser chamado de Campeonato da WWE e tornou-se exclusivo do SmackDown. O evento de 2017 foi, por sua vez, exclusivo do SmackDown e o evento principal foi uma luta de câmara pelo campeonato da marca. O evento de 2018 era então exclusivo do Raw e contou com duas lutas de Câmara. Uma foi a primeira luta feminina na Câmara e foi pelo Campeonato Feminino do Raw. A outra foi uma luta de câmara masculina, que foi a primeira luta de câmara de sete homens a determinar o candidato número um ao Campeonato Universal na WrestleMania 34.
Depois que os PPVs exclusivos da marca foram descontinuados após a WrestleMania 34, o evento de 2019 contou com as duas marcas. Foram duas partidas de Câmara. Uma foi uma luta de duplas femininas na Câmara para determinar os titulares inaugurais pelo Camepeonato de Duplas Femininas da WWE e contou com três equipes de cada marca, enquanto a outra foi uma luta de câmara exclusiva do SmackDown para o Campeonato da WWE. Mais tarde naquele ano, o Campeonato Universal e o Campeonato da WWE trocaram de marca. O evento de 2020 contou com uma partida de Câmara para cada marca SmackDown, com uma luta de duplas na Câmara pelo Campeonato de Duplas do SmackDown, enquanto pelo Raw foi uma luta feminina na Câmara para uma partida do Campeonato Feminino do Raw na WrestleMania 36. No evento de 2021, a luta Raw Chamber foi pelo Campeonato da WWE, enquanto a luta do SmackDown Chamber foi para uma luta imediata pelo Campeonato Universal naquela mesma noite. O evento de 2022 teve duas partidas da Câmara, mas ambas foram exclusivas do Raw. Uma foi uma luta de câmara masculina pelo Campeonato da WWE, enquanto a outra foi uma luta de câmara feminina pelo Campeonato Feminino do Raw na WrestleMania 38.
O evento de 2023 teve duas partidas de Câmara, uma para homens e uma para mulheres. A luta masculina será exclusiva do Raw e será pelo Campeonato dos Estados Unidos, que foi a primeira vez que o título será disputado na partida. A luta feminina na Câmara foi pelo Campeonato Feminino do Raw na WrestleMania 39, e contou com três lutadoras de cada marca.

## Eventos
|  | PPV da marca Raw |  | PPV da marca SmackDown |

| 1                                                 | Elimination Chamber (2010)   | 21 de fevereiro de 2010 | St. Louis, Missouri                       | Scottrade Center                   | The Undertaker (c) vs. Chris Jericho vs. CM Punk vs. John Morrison vs. Rey Mysterio vs. R-Truth em uma Elimination Chamber pelo Campeonato Mundial dos Pesos Pesados                                      |               |
| 2                                                 | Elimination Chamber (2011)   | 20 de fevereiro de 2011 | Oakland, Califórnia                       | Oracle Arena                       | CM Punk vs. John Cena vs. John Morrison vs. Randy Orton vs. R-Truth vs. Sheamus em uma Elimination Chamber para uma luta pelo Campeonato da WWE no WrestleMania XXVII                                     |               |
| 3                                                 | Elimination Chamber (2012)   | 19 de fevereiro de 2012 | Milwaukee, Wisconsin                      | Bradley Center                     | John Cena vs Kane em uma luta de ambulância |               |
| 4                                                 | Elimination Chamber (2013)   | 17 de fevereiro de 2013 | Nova Orleans, Luisiana                    | New Orleans Arena                  | The Rock (c) vs. CM Punk pelo Campeonato da WWE |               |
| 5                                                 | Elimination Chamber (2014)   | 23 de fevereiro de 2014 | Mineápolis, Minnesota                     | Target Center                      | Randy Orton (c) vs. Cesaro vs. Christian vs. Daniel Bryan vs. John Cena vs. Sheamus em uma Elimination Chamber pelo Campeonato Mundial dos Pesos Pesados da WWE                                           |               |
| 6                                                 | Elimination Chamber (2015)   | 31 de maio de 2015      | Corpus Christi, Texas                     | American Bank Center               | Seth Rollins (c) vs. Dean Ambrose pelo Campeonato Mundial dos Pesos Pesados da WWE |               |
| 7                                                 | Elimination Chamber (2017)   | 12 de fevereiro de 2017 | Phoenix, Arizona                          | Talking Stick Resort Arena         | John Cena (c) vs. AJ Styles vs. Baron Corbin vs. Bray Wyatt vs. Dean Ambrose vs. The Miz em uma Elimination Chamber pelo Campeonato da WWE                                                                |               |
| 8                                                 | Elimination Chamber (2018)   | 25 de fevereiro de 2018 | Paradise, Nevada                          | T-Mobile Arena                     | Braun Strowman vs. Elias vs. Finn Bálor vs. John Cena vs. Roman Reigns vs. Seth Rollins vs. The Miz em uma luta Elimination Chamber por uma luta pelo Campeonato Universal da WWE na WrestleMania 34      |               |
| 9                                                 | Elimination Chamber (2019)   | 17 de fevereiro de 2019 | Houston, Texas                            | Toyota Center                      | Daniel Bryan (c) vs. AJ Styles vs. Jeff Hardy vs. Kofi Kingston vs. Randy Orton vs. Samoa Joe em uma Elimination Chamber pelo Campeonato da WWE                                                           |               |
| 10                                                | Elimination Chamber (2020)   | 8 de março de 2020      | Filadélfia, Pensilvânia                   | Wells Fargo Center                 | Asuka vs. Liv Morgan vs. Natalya vs. Ruby Riott vs. Sarah Logan vs. Shayna Baszler em uma luta Elimination Chamber por uma luta pelo Campeonato Feminino do Raw da WWE na WrestleMania 36                 |               |
| 11                                                | Elimination Chamber (2021)   | 21 de fevereiro de 2021 | São Petersburgo, Flórida                  | WWE ThunderDome no Tropicana Field | Drew McIntyre (c) vs. The Miz pelo Campeonato da WWE, após cash-in do contrato do Money in the Bank de Miz                                                                                                |               |
| 12                                                | Elimination Chamber (2022)   | 19 de fevereiro de 2022 | Jeddah, Província de Meca, Arábia Saudita | Jeddah Super Dome                  | Bobby Lashley (c) vs. AJ Styles vs. Austin Theory vs. Brock Lesnar vs. Riddle vs. Seth "Freakin" Rollins em uma Elimination Chamber pelo Campeonato da WWE                                                |               |
| 13                                                | Elimination Chamber (2023)   | 18 de fevereiro de 2023 | Montreal, Quebec, Canadá                  | Bell Centre                        | Roman Reigns (c) vs. Sami Zayn pelo Campeonato Indiscutível Universal da WWE | [ 40 ]        |
| 14                                                | Elimination Chamber: Perth   | 24 de fevereiro de 2024 | Perth, Austrália Ocidental                | Optus Stadium                      | Rhea Ripley (c) vs. Nia Jax pelo Campeonato Mundial Feminino | [ 41 ] [ 42 ] |
| 15                                                | Elimination Chamber: Toronto | 1 de março de 2025      | Toronto, Ontário, Canadá                  | Rogers Centre                      | CM Punk vs. Damian Priest vs. Drew McIntyre vs. John Cena vs. Logan Paul vs. Seth "Freakin" Rollins em uma luta Elimination Chamber por um combate pelo Campeonato Indiscutível da WWE na WrestleMania 41 | [ 43 ]        |
| (c) – refere-se ao(s) campeão(s) indo para a luta |                              |                         |                                           |                                    | |               |